# یولا رامیرز
 یولا رامیرز (انگلیسی: Yola Ramírez؛ زاده ۱ مارس ۱۹۳۵) یک تنیس‌باز اهل مکزیک است.